# Robinson (California)
Robinson è una città fantasma degli Stati Uniti d'America situata nelle Contee di Kings e di Fresno, nello Stato della California. Si trovava sulla Southern Pacific Railroad a una distanza di 13 km a nord-nordovest di Lemoore.